# William Le Roy Emmet

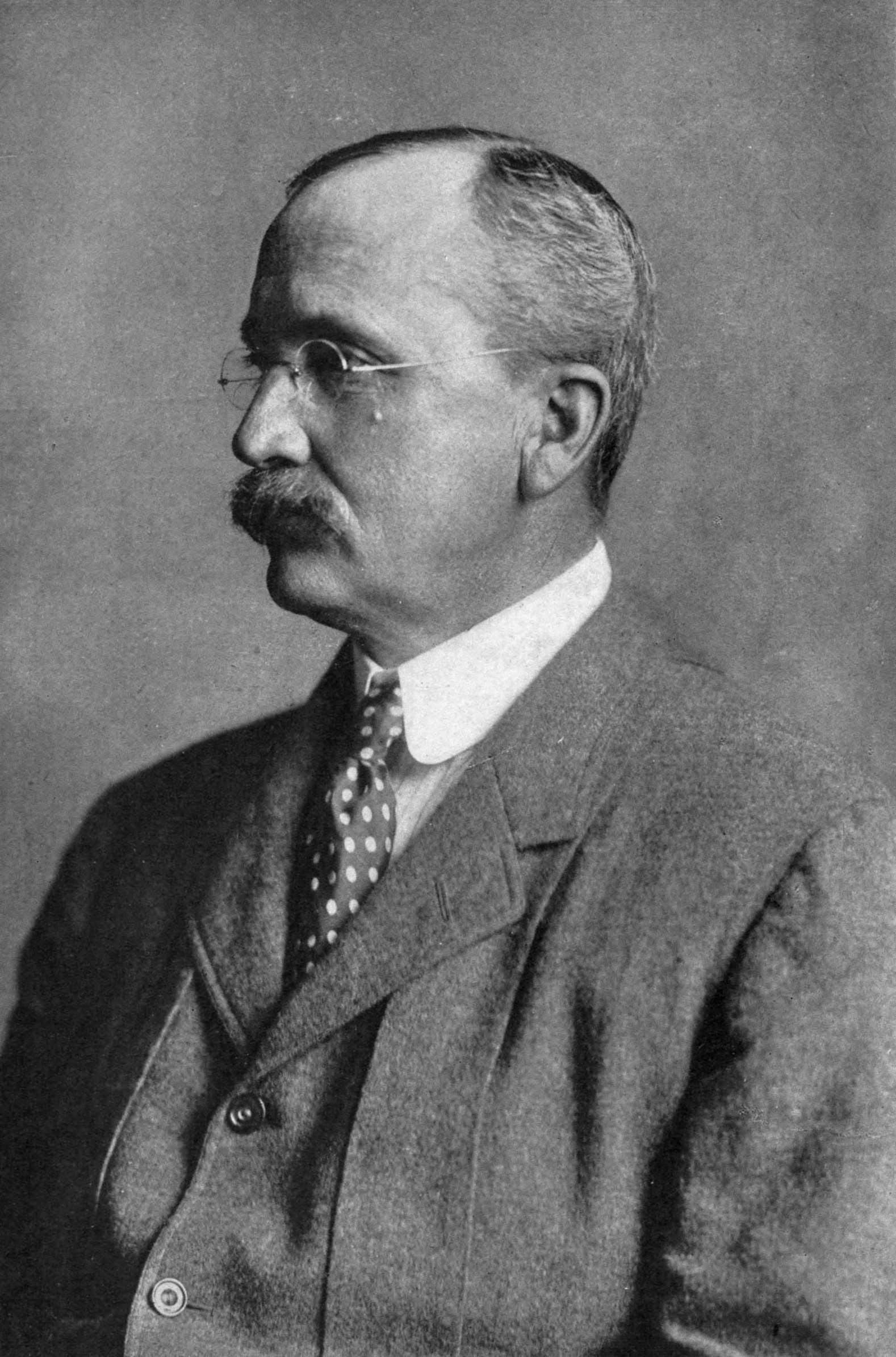
Porträt von William Le Roy Emmer

William Le Roy Emmet (* 10. Juli 1859 in New Rochelle, New York; † 26. September 1941) war ein US-amerikanischer Elektrotechniker, der große Umformer entwickelte.

## Leben
William Le Roy Emmet wurde in eine kinderreiche Familie geboren, seine Mutter Julia Pierson Emmet malte, unter den Schwestern waren die Malerinnen Rosina Emmet Sherwood (1854–1948), Lydia Field Emmet (1866–1952) und Jane de Glehn (1873–1961).
Nachdem er 1881 an der U.S. Naval Academy graduiert hatte, diente er bis 1883 in der Navy auf der USS Essex. Er arbeitete danach bei der United States Illuminating Company, bis er 1888 zur Sprague Electric Railway and Motor Company wechselte, für die er in diversen Städten elektrische Straßenbahnen installierte. 1891 ging er zur Edison General Electric Company, wo er Bezirks-Ingenieur für Chicago war, und nach der Fusionierung zu GE 1894 zum Lighting Department in Schenectady, NY, wechselte. Seine (rotierenden) Wechselstrom-Gleichstrom-Umformer fanden Verwendung für Aluminiumwerke und Straßenbahnen. Er war Leiter bei der Konstruktion des zweitgrößten Kraftwerks in Niagara Falls.
Nach dem Spanisch-Amerikanischen Krieg half er bei der Konstruktion von Dampfturbinen, die die Dampfmaschinen ersetzten.
Er entwickelte Elektroantriebe für Schiffe wie die Jupiter, dem späteren ersten Flugzeugträger der USA, California, Lexington und Saratoga mit 32.000 bis 180.000 PS.
Um 1912 begann er mit der Entwicklung der mercury-vapor turbine (Quecksilber-Dampfturbine).

## Auszeichnungen und Mitgliedschaften
- 1898: Mitglied der American Philosophical Society[1]
- 1919: AIEE Edison-Medaille
- 1920: Elliott Cresson Medal des Franklin Institute
- 1921: Mitglied der National Academy of Sciences

## Werke
- The Autobiography of an Engineer; 1931